# 욜라 다브릴

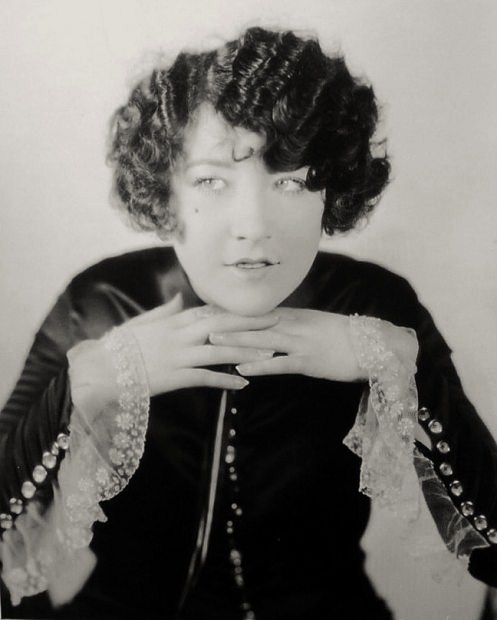

욜라 다브릴(Yola d'Avril, 1907년 4월 8일 ~ 1984년 3월 2일)은 프랑스의 배우, 영화배우이다.
릴에서 태어났다.

## 영화
- 살인 전화 (1948년)
- 크로크 앤 대거 (1946년)
- Monsieur Beaucaire (1946년)
- 나우 보이저 (1942년)
- 캣 앤 더 피들 (1934년)
- 타잔과 친구 (1934년)
- 무모한 천성 (1930년)
- 뉴 무비톤 폴리스 오브 1930 (1930년)
- 킹 오브 재즈 (1930년)
- 서부 전선 이상 없다 (1930년)
- 누스 (1928년)